# Odental
Odental ist eine Ortslage in der bergischen Großstadt Solingen.

## Lage und Beschreibung
Odental befindet sich abseits der geschlossenen städtischen Bebauung im Stadtbezirk Burg/Höhscheid. Die zu dem Ort gehörenden Gebäude befinden sich am Odentaler Weg, der als Landesstraße 427 klassifiziert ist, und die Vockerter Straße mit Wupperhof verbindet. Sie liegen von der Wupper kommend kurz vor der Haarnadelkurve des Odentaler Wegs: den Ort prägen zwei Fachwerkhäuser, die eine Straßenengstelle bilden. Beide stehen unter Denkmalschutz. Östlich an dem Ort vorbei führt der Odentaler Bach, der im Süden in den Schellberger Bach mündet. Ebenfalls im Osten befindet sich ein Wanderparkplatz sowie der Sattelsberg, eine 211 Meter hohe Erhebung im bewaldeten Solinger Süden.
Benachbarte Orte sind bzw. waren (von Nord nach West): Schlicken, Hoppenböcken, I. und II. Hästen, Schellberg, Hohenscheid, Breidbach, Vockerterbusch, Bünkenberg und Eichholz.

## Etymologie
Der Ortsname bezeichnet ein von Eulen bewohntes Tal (= Eulental).

## Geschichte
Odental hat bereits im 14. Jahrhundert bestanden, der Ort wurde vermutlich 1335 als Ulendael erstmals urkundlich erwähnt. Nach anderen Quellen erfolgte die Ersterwähnung des Ortes hingegen erst im Jahre 1412 im Archiv der evangelischen Gemeinde Solingen.:1 Im Zehntverzeichnis der Abtei Altenberg von 1488 wurde der Ort als Ulendaill urkundlich erwähnt. In dem Kartenwerk Topographia Ducatus Montani von Erich Philipp Ploennies, Blatt Amt Solingen, aus dem Jahre 1715 ist der Ort mit einer Hofstelle verzeichnet und als Udendahl benannt. Der Ort wurde in den Registern der Honschaft Balkhausen geführt. Die Topographische Aufnahme der Rheinlande von 1824 verzeichnet den Ort nur unbenannt, die Preußische Uraufnahme von 1844 verzeichnet ihn als Odenthal benannt. In der Topographischen Karte des Regierungsbezirks Düsseldorf von 1871 ist der Ort als Odendahl verzeichnet.
Nach Gründung der Mairien und späteren Bürgermeistereien Anfang des 19. Jahrhunderts gehörte der Ort zur Bürgermeisterei Dorp, die 1856 das Stadtrecht erhielt, und lag dort in der Flur VII. Schlicken. Die Bürgermeisterei beziehungsweise Stadt Dorp wurde nach Beschluss der Dorper Stadtverordneten zum 1. Januar 1889 mit der Stadt Solingen vereinigt. Damit wurde Odental ein Ortsteil Solingens.
Aufgrund seiner topografischen Lage wurde der Ort nur geringfügig baulich verändert bzw. erweitert. Damit blieb sein ursprünglicher Hofschaftscharakter mit verstreuten angeordneten Fachwerk- und Schieferhäusern bis heute erhalten. Auch die Straßenengstelle im Ort hat sich bis heute erhalten. Seit dem Jahre 1995 ist das dortige Fachwerkhaus Odentaler Weg 131 sowie das gegenüberliegende Fachwerkdoppelhaus Odentaler Weg 132/134 in die Solinger Denkmalliste eingetragen.